# Allothymoites kumadai
Allothymoites kumadai là một loài nhện trong họ Theridiidae.
Loài này thuộc chi Allothymoites. Allothymoites kumadai được Hirotsugu Ono miêu tả năm 2007.